# Youba Diarra
Youba Diarra, né le 24 mars 1998 à Bamako, est un footballeur malien qui évolue au poste de milieu de terrain au TSV Hartberg.

## Biographie

### Carrière en club
Né à Bamako au Mali, Youba Diarra est formé par le Yeelen Olympique, dans son pays natal, avant de rejoindre le RB Salzbourg en 2018. 
Il commence sa carrière professionnelle par plusieurs prêts en Autriche, en Allemagne et aux États-Unis.
Il joue son premier match avec l'équipe première du RB Salzbourg le 27 août 2022, à l'occasion d'une rencontre de Bundesliga autrichienne contre l'Austria Lustenau. Il remplace Nicolas Seiwald dans le dernier quart d'heure du match. Entré en jeu alors que son équipe mène déjà 4-0, elle s'impose finalement 6-0 à l'extérieur.